# Brachyzapus nikkoensis
Brachyzapus nikkoensis là một loài tò vò trong họ Ichneumonidae.